# Frízföld
Frízföld (hollandul Friesland, fríz nyelven Fryslân) Hollandia északi tartománya. 1956 óta a fríz nyelv a tartomány hivatalos nyelve, és a tartományt 1997 óta hivatalosan Fryslân néven tartják számon. Északon az Északi-tenger, keleten Groningen és Drenthe tartomány, délen Overijssel és Flevoland, míg nyugaton az IJssel-tó határolja. Hozzátartoznak a Watt-tengert szegélyező Fríz-szigetek: Vlieland, Terschelling, Ameland és Schiermonnikoog. Székhelye a 91 000 lakosú Leeuwarden (frízül Ljouwert).

## Története
A középkor hajnalán a Schelde és a Weser folyók között elterülő területet, tehát jóformán az egész mai Hollandiát és Észak-Németország nyugati részét frízek lakták. A függetlenségüket feladni nem akaró, pogány frízek folyamatosan hadakoztak a terjeszkedő Frank Birodalommal. I. Ratbod király vereséget szenvedett Herstadi Pippintől 689-ben, annak fiát, Martell Károlyt azonban legyőzte huszonhét évvel később Köln mellett. Ratbod fia, Poppo 734-ben esett el a Martell Károly ellen vívott boornei csatában. Végleges győzelmet viszont csak Nagy Károly tudott aratni a frízek felett.
Nagy Károly rákényszerítette a fríz főurakat a kereszténység felvételére, de Lex Frisionum című törvénykönyvében írásba foglalta a frízek ősi jogait is. Ugyanez a törvénykönyv három részre osztotta az országot. A verduni szerződés (843) Lotaringiának juttatta, 870-ben azonban a felosztott Frank Birodalom keleti részéhez, a későbbi Németországhoz került.
Az ezredforduló körül a déli országrész Holland grófjainak kezébe került; az északi rész ebben az időben még meglehetős önállósággal bírt, mert egyetlen gróf vagy herceg sem tudta ellenőrzése alá vonni. 1288-ban azonban V. Floris, Holland grófja meghódította Nyugat-Frízföldet. A frízek nem nyugodtak bele függetlenségük elvesztésébe, szabad paraszt-szövetségeket alkottak, melyek tagjai szabad frízeknek nevezték magukat. A szövetség azonban a 15. század közepén felbomlott. Mindeközben a holland nyelv egyre északabbra szorította a fríz nyelvet, így a tulajdonképpeni Frízföld is zsugorodott. A 15. században Nyugat-és Kelet-Frízföld is meghódolt III. Frigyes német-római császár előtt, aki azonban nem ismerte el ősi kiváltságaikat.
V. Károly a burgund örökséghez csatolta Frízföldet, ami így a spanyol-németalföld része lett. A szabadságharc alatt
elszakadt a Habsburg birodalomtól és a megszülető Németalföldi Köztársaság egyik tartománya lett.
Frízföld volt az első ország, amely 1782. február 26-án elismerte az Amerikai Egyesült Államok függetlenségét Nagy-Britanniától.

## Gazdasága

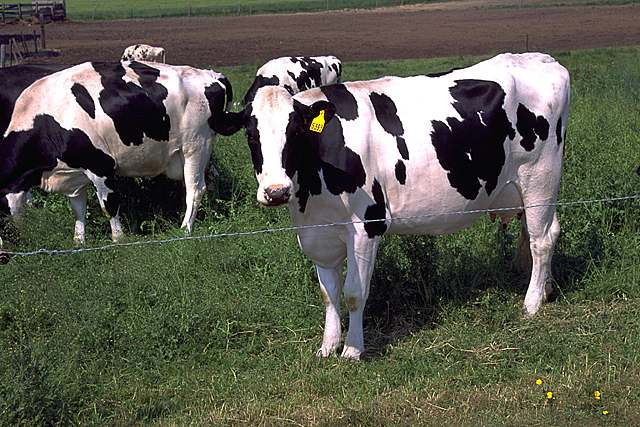
Fríz tehenek

Frízföld kifejezetten mezőgazdasági jelleggel bír, jelentős a marhatartás és az ehhez kapcsolódó tejgazdaság. A tájhoz hozzátartoznak a fekete-fehér tehenek, csakúgy, mint a híres fekete fríz lovak.
A másik nagy bevételi forrás a turizmus, főleg a délnyugati tavakhoz és a Watt-tengeri szigetekre várják a vízisportok kedvelőit. Ezeken a területeken azonban a téli pangás idején a szezonális munkanélküliség is megnő. A gyorsan fejlődő szolgáltatószektor Leeuwardenben, Drachtenben és Heerenveenben koncentrálódik.

## Nyelvei

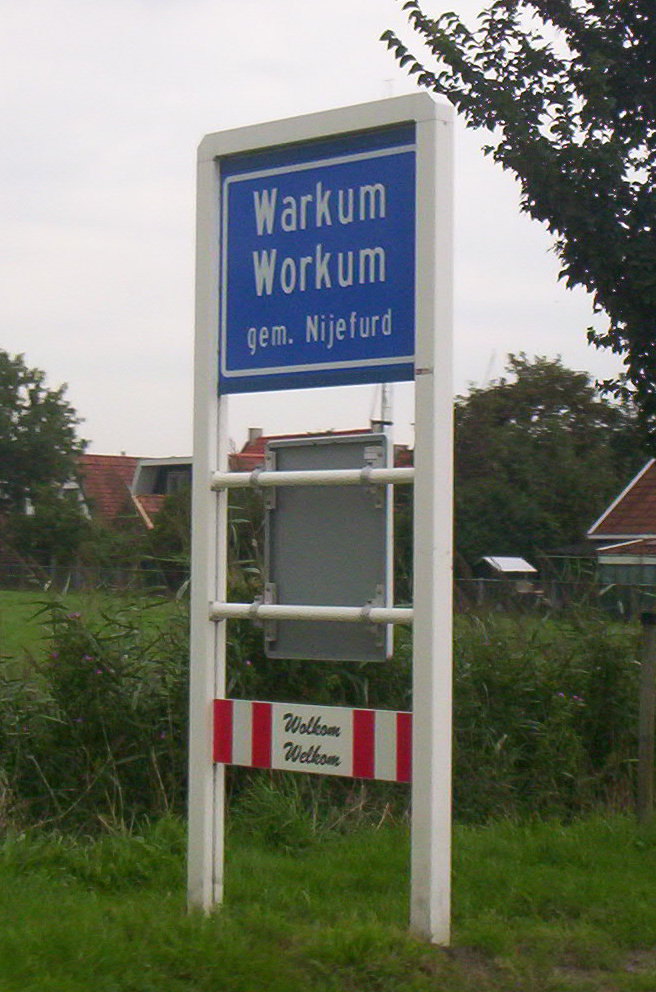
Kétnyelvű tábla Workum mellett

A tartományban a két legjelentősebb nyelv a holland és a fríz. A Regionális vagy Kisebbségi Nyelvek Európai Kartájának megfelelően a frízt is elismerik hivatalos nyelvként, használják kormányzati szinten, a közigazgatásban, az oktatásban és a médiában.
Kollumerpompban és Stellingwervenben egy alsószász nyelvjárást használnak, amit az említett karta alapján szintén elismernek regionális nyelvnek. Egyes városokban nem frízül, hanem az ún. stadsfries (városi fríz) nyelven beszélnek, ami valójában egy holland nyelvjárás erős fríz hatással. Bizonyos helységek egészen sajátos dialektussal büszkélkedhetnek.
A fríz nyelv hivatalos volta miatt szinte minden településnek van egy holland és egy fríz hivatalos neve. A tartományban gyakorlatilag minden helységnév- és utcanévtábla, a középületek feliratai kétnyelvűek.
Az általános iskolákban kötelező a fríz nyelv oktatása, de a többi órákat hollandul tartják.
Saját rádió- és televízióadásuk (Omrop Fryslân) is van számos helyi fríz nyelvű újság mellett. Egyik legismertebb ma élő drámaírójuk, festőművészük és zenészük Gerrit Breteler  Archiválva 2010. január 7-i dátummal a Wayback Machine-ben. Drámai és zenei művei kizárólag frízül egyre népszerűbbek.
Bár a lakosság nagy része beszél frízül, írni-olvasni csak jóval kevesebben tudnak az anyanyelvükön.

## Közigazgatása
Frízföld 31 körzetre tagolódik. Történelmi okok miatt tizenegy településnek van városi rangja, bár ezek nem feltétlenül a legnagyobb lélekszámúak. A tizenegy fríz város (zárójelben a fríz név):
Bolsward (Boalsert)
Dokkum (Dokkum)
Franeker (Frjentsjer)
Harlingen (Harns)
Hindeloopen (Hylpen)
IJlst (Drylts)
Leeuwarden (Ljouwert)
Sloten (Sleat)
Sneek (Snits)
Stavoren (Starum)
Workum (Warkum)